# Vince Bellissimo
Vincent „Vince“ Bellissimo (* 14. Dezember 1982 in Toronto, Ontario) ist ein ehemaliger italo-kanadischer Eishockeyspieler, der zuletzt bei den Las Vegas Wranglers in der ECHL unter Vertrag stand. Sein Bruder Daniel ist ebenfalls ein professioneller Eishockeyspieler.

## Karriere
Bellissimo begann seine Karriere im Jahr 2001 in der US-amerikanischen Juniorenliga United States Hockey League. Dort war er in der Saison 2001/02 für die Topeka Scarecrows aktiv. In Topeka gehörte der Rechtsschütze mit 76 Punkten in 61 Ligaspielen zu den teamintern besten Scorern. Aufgrund der gezeigten Leistungen in der United States Hockey League, wurden einige Talent-Scouts aus der National Hockey League auf den Kanadier aufmerksam. Während des NHL Entry Draft 2002 waren es die Verantwortlichen der Florida Panthers, die ihn in der fünften Runde an insgesamt 158. Position auswählten. Im Sommer 2002 entschied sich Bellissimo jedoch zunächst für ein Studium an der Western Michigan University, für dessen Eishockeyteam, die Western Michigan University Broncos, er fortan in der Collegeliga Central Collegiate Hockey Association aktiv war.
Zum Ende der Spielzeit 2004/05 wechselte der Italo-Kanadier in die American Hockey League zu den San Antonio Rampage, dem damaligen Farmteam der Florida Panthers. Bei den Rampage beendete er die laufende Saison und verließ den Verein anschließend wieder. Letztendlich absolvierte der Mittelstürmer zwölf Partien, in denen er sechsmal punkten konnte. In folgenden Jahren stand Vince Bellissimo bei den Lowell Lock Monsters aus der AHL und den Florida Everblades aus der ECHL unter Vertrag, ehe er zur Spielzeit 2007/08 nach Europa wechselte, wo er einen Vertrag beim ERC Ingolstadt in der Deutschen Eishockey Liga unterschrieb. Dort entwickelte sich Bellissimo zu einem der besten Scorer und Leistungsträger im Team. In den 58 Partien, die der Rechtsschütze absolvierte, konnte er 58 Scorerpunkte erzielen. Des Weiteren nominierten ihn die Fans und Journalisten für das DEL All-Star Game 2008. Bei diesem Spiel, welches in der Freiberger Arena in Dresden stattfand, gelangen ihm drei Tore.
Nachdem sein Vertrag beim ERC Ingolstadt im Sommer 2008 ausgelaufen war, entschloss sich der Italo-Kanadier gegen eine Vertragsverlängerung und für einen erneuten Wechsel. Nach einem anschließenden gescheiterten Engagement bei Kalevan Pallo aus der höchsten finnischen Spielklasse, der SM-liiga, unterschrieb er einen Vertrag beim österreichischen Erstligisten HC Innsbruck. Zur Saison 2009/10 kehrte Bellissimo jedoch zum ERC Ingolstadt zurück. Im Januar 2010 wechselte in die italienische Serie A1 zum HC Asiago, wo auch sein Bruder Daniel Bellissimo unter Vertrag stand. Gemeinsam gewannen die beiden Brüder zum Saisonende die italienische Meisterschaft mit Asiago. Vince Bellissimo war dabei mit 21 Punkten bester Scorer der Playoffs. Zur Saison 2010/11 kehrte der Italo-Kanadier in die Vereinigten Staaten zurück und erhielt einen Kontrakt bei den Las Vegas Wranglers in der ECHL.

## Erfolge und Auszeichnungen
- 2002 USHL Stürmer des Jahres
- 2008 Teilnahme am DEL All-Star Game
- 2010 Italienischer Meister mit AS Asiago Hockey

## Karrierestatistik
(Legende zur Spielerstatistik: Sp oder GP = absolvierte Spiele; T oder G = erzielte Tore; V oder A = erzielte Assists; Pkt oder Pts = erzielte Scorerpunkte; SM oder PIM = erhaltene Strafminuten; +/− = Plus/Minus-Bilanz; PP = erzielte Überzahltore; SH = erzielte Unterzahltore; GW = erzielte Siegtore; 1 Play-downs/Relegation; Kursiv: Statistik nicht vollständig)